# Lijst van voetbalinterlands Gibraltar - Ierland
Deze lijst van voetbalinterlands is een overzicht van alle officiële voetbalwedstrijden tussen de nationale teams van Gibraltar en Ierland. De landen speelden tot op heden zes keer tegen elkaar. De eerste ontmoeting, een kwalificatiewedstrijd voor het Europees kampioenschap voetbal 2016, werd gespeeld in Dublin op 11 oktober 2014. Het laatste duel, een kwalificatiewedstrijd voor het Europees kampioenschap voetbal 2024, vond plaats op 16 oktober 2023 in Faro (Portugal).

## Wedstrijden
| № | Plaats    | Datum            | Competitie           | Wedstrijd           | Uitslag |
| - | --------- | ---------------- | -------------------- | ------------------- | ------- |
| 1 | Dublin    | 11 oktober 2014  | EK 2016 kwalificatie | Ierland – Gibraltar | 7 – 0   |
| 2 | Faro      | 4 september 2015 | EK 2016 kwalificatie | Gibraltar – Ierland | 0 − 4   |
| 3 | Gibraltar | 23 maart 2019    | EK 2020 kwalificatie | Gibraltar – Ierland | 0 – 1   |
| 4 | Dublin    | 10 juni 2019     | EK 2020 kwalificatie | Ierland – Gibraltar | 2 – 0   |
| 5 | Dublin    | 19 juni 2023     | EK 2024 kwalificatie | Ierland – Gibraltar | 3 – 0   |
| 6 | Faro      | 16 oktober 2023  | EK 2024 kwalificatie | Gibraltar − Ierland | 0 − 4   |

## Samenvatting
| Competitie      | Totaal gespeeld | Winst Gibraltar | Gelijk | Winst Ierland | Doelsaldo Gibraltar – Ierland |
| --------------- | --------------- | --------------- | ------ | ------------- | ----------------------------- |
| EK-kwalificatie | 6               | 0               | 0      | 6             | 0 − 21                        |
| Totaal          | 6               | 0               | 0      | 6             | 0 − 21                        |

## Details

### Eerste ontmoeting
| EK 2016 kwalificatie (scheidsrechter Leontios Trattou, Dublin, 11 oktober 2014):                                                                            |              | |
| Ierland | 7 – 0        | Gibraltar |
| Robbie Keane 6' Robbie Keane 14' Robbie Keane 18' (pen.) James McClean 46' Jordan Perez 51' (e.d.) James McClean 53' Wes Hoolahan 56'                       | goals        | |
| Martin O'Neill | bondscoach   | Allen Bula |
| David Forde John O'Shea Stephen Ward 70' Marc Wilson Aiden McGeady Wes Hoolahan 64' Darron Gibson David Meyler James McClean Jeff Hendrick Robbie Keane 63' | opstellingen | 60' Jordan Perez Joseph Chipolina 58' Roy Chipolina Scott Wiseman Ryan Casciaro Jake Gosling Liam Walker Aaron Payas Brian Perez 46' Rafael Bado Lee Casciaro |
| Daryl Murphy 63' Kevin Doyle 64' Robbie Brady 70' | wissels      | 46' Robert Guilling 58' Yogan Santos 60' Jamie Robba |

### Tweede ontmoeting
| EK 2016 kwalificatie (scheidsrechter Marijo Strahonja, Loulé, 4 september 2015):                                                                                         |              | |
| Gibraltar | 0 – 4        | Ierland |
| | goals        | 27' Cyrus Christie 49' Robbie Keane 51' (pen.) Robbie Keane 79' Shane Long                                                                                       |
| Jeff Wood | bondscoach   | Martin O'Neill |
| Joseph Chipolina Jordan Perez Erin Barnett Roy Chipolina Jean-Carlos Garcia Liam Walker Jack Sergeant Anthony Bardon Kyle Casciaro 61' Lee Casciaro John Paul Duarte 74' | opstellingen | Shay Given John O'Shea Ciaran Clark Glenn Whelan Cyrus Christie 77' Wes Hoolahan 70' James McCarthy Robbie Brady Jeff Hendrick 71' Robbie Keane Jonathan Walters |
| Jake Gosling 61' Michael Yome 74' | wissels      | 70' Stephen Quinn 71' Shane Long 77' Aiden McGeady |
| Kyle Casciaro 9' Erin Barnett 48' | gele kaarten | 42' Jonathan Walters |
| - Debuut van Erin Barnett (Lions Gibraltar FC) en Michael Yome (Lincoln City FC) voor Gibraltar.                                                                         |              | |

GFA · A-internationals · Bondscoaches · Statistieken · Vrouwenelftal · Olympisch elftal · Gibraltar U19 · Gibraltar U17
2010 – 2019 ·
2020 − 2029
2013 ·
2014 ·
2015 ·
2016 ·
2017 ·
2018 ·
2019 ·
2020 ·
2021 ·
2022 ·
2023 ·
2024
Andorra ·
Armenië ·
België ·
Bosnië en Herzegovina ·
Bulgarije ·
Cyprus ·
Denemarken ·
Duitsland ·
Estland ·
Faeröer ·
Frankrijk ·
Georgië ·
Grenada ·
Griekenland ·
Ierland ·
Kosovo ·
Kroatië ·
Letland ·
Liechtenstein ·
Litouwen ·
Malta ·
Moldavië ·
Montenegro ·
Nederland ·
Noord-Macedonië ·
Noorwegen ·
Polen ·
Portugal ·
San Marino ·
Schotland ·
Slovenië ·
Slowakije ·
Turkije ·
Wales ·
Zwitserland
FAI · A-internationals · Bondscoaches · Statistieken · Iers vrouwenelftal · Olympisch elftal · Ierland U21 · Ierland U20 · Ierland U19 · Ierland U18 · Ierland U17 · Ierland U16 · Vrouwen U17
1924 – 1929 ·
1930 – 1939 ·
1940 – 1949 ·
1950 – 1959 ·
1960 – 1969 ·
1970 – 1979 ·
1980 – 1989 ·
1990 – 1999 ·
2000 – 2009 ·
2010 – 2019 ·
2020 − 2029
EK 1988 · 
EK 2012 · 
EK 2016
WK 1990 · 
WK 1994 · 
WK 2002
1924 · 
1925 · 
1926 · 
1927 · 
1928 · 
1929 · 
1930 · 
1931 · 
1932 · 
1933 · 
1934 · 
1935 · 
1936 · 
1937 · 
1938 · 
1939 · 
1940 · 1941 · 1942 · 1943 · 1944 · 1945 · 
1946 · 
1947 · 
1948 · 
1949 · 
1950 · 
1951 · 
1952 · 
1953 · 
1954 · 
1955 · 
1956 · 
1957 · 
1958 · 
1959 · 
1960 · 
1961 · 
1962 · 
1963 · 
1964 · 
1965 · 
1966 · 
1967 · 
1968 · 
1969 · 
1970 · 
1971 · 
1972 · 
1973 · 
1974 · 
1975 · 
1976 · 
1977 · 
1978 · 
1979 · 
1980 · 
1981 · 
1982 · 
1983 · 
1984 · 
1985 · 
1986 · 
1987 · 
1988 · 
1989 · 
1990 · 
1991 · 
1992 · 
1993 · 
1994 · 
1995 · 
1996 · 
1997 · 
1998 · 
1999 · 
2000 · 
2001 · 
2002 · 
2003 · 
2004 · 
2005 · 
2006 · 
2007 · 
2008 · 
2009 · 
2010 · 
2011 · 
2012 · 
2013 · 
2014 · 
2015 ·
2016 ·
2017 ·
2018 ·
2019 ·
2020 ·
2021
Albanië ·
Algerije ·
Andorra ·
Argentinië ·
Armenië ·
Australië ·
Azerbeidzjan ·
België ·
Bolivia ·
Bosnië en Herzegovina ·
Brazilië ·
Bulgarije ·
Canada ·
Chili ·
China ·
Colombia ·
Costa Rica ·
Cyprus ·
Denemarken ·
Duitsland ·
Ecuador ·
Egypte ·
Engeland ·
Estland ·
Faeröer ·
Finland ·
Frankrijk ·
Georgië ·
Gibraltar ·
Griekenland ·
Hongarije ·
IJsland ·
Iran ·
Israël ·
Italië ·
Jamaica ·
Joegoslavië ·
Kameroen ·
Kazachstan ·
Kroatië ·
Letland ·
Liechtenstein ·
Litouwen ·
Luxemburg ·
Malta ·
Marokko ·
Mexico ·
Moldavië ·
Montenegro ·
Nederland ·
Nieuw-Zeeland ·
Nigeria ·
Noord-Ierland ·
Noord-Macedonië ·
Noorwegen ·
Oekraïne ·
Oman ·
Oostenrijk ·
Paraguay ·
Polen ·
Portugal ·
Qatar ·
Roemenië ·
Rusland ·
San Marino ·
Saoedi-Arabië ·
Schotland ·
Servië ·
Slowakije ·
Sovjet-Unie ·
Spanje ·
Trinidad en Tobago ·
Tsjechië ·
Tsjecho-Slowakije ·
Tunesië ·
Turkije ·
Uruguay ·
Verenigde Staten ·
Wales ·
Wit-Rusland ·
Zuid-Afrika ·
Zweden ·
Zwitserland
België (2016) · 
Italië (2012) · 
Kroatië (2012) · 
Spanje (2012) · 
Zweden (2016)